# Argelia Bravo
Argelia Bravo (Caracas, Venezuela, 3 de diciembre de 1962) es una artista de medios mixtos venezolana. Argelia Bravo ha desarrollado su investigación en las artes visuales de manera transversal con el video documental y el activismo transfeminista y ecofeminista, asumiendo las prácticas artísticas como un ejercicio político desde la creación. Desde hace más de 15 años, trabaja desde una posición siempre crítica y exigente: el activismo de género, la videocreación documental y la insurgencia política engranada de modo indivisible con los lenguajes del arte contemporáneo desde sus capacidades transformadoras y como medio para la construcción de luchas simbólicas y efectivas contra la discriminación, a favor del derecho a la diferencia (género, cultura, origen étnico) y contra los abusos de poder y autoridad. A partir de estos elementos discursivos genera cruces entre experiencias ordinarias (vida cotidiana: la vestimenta, los actos de cocinar y comer, la charla entre amigos) y experiencias extraordinarias (performances y marchas, obras: videoarte,  instalación, pintura, fotografía, etc., documentales, ponencias, artículos y otros textos). * Bravo define su práctica artística como una «trocha transindisciplinaria contra la sumisión, una actitud militante de vida por la vía creativa, que puede desestabilizar y proponer nuevas rutas de conocimientos y prácticas liberadoras frente a los saberes instituidos». De 2002 a 2011 desarrolló un complejo trabajo junto a la comunidad trans, que fue resumido en la exposición individual «Arte social por las trochas, hecho a palo, patá y kunfú», en la Sala RG de la Fundación CELARG. A partir de 2007 comienza una nueva investigación -aún en curso- a propósito de la problemática de soberanía alimentaria. Crea el Comando María Moñitos como una suerte de plataforma artística de lo que define como «investigación-creación-acción-participación». 
- En Cuerpos «irreales» + arte insumiso en la obra de Argelia Bravo, por Albeley Rodríguez, 2014. Universidad Andina

## Biografía
Hija de Douglas Bravo y Argelia Melet. En 1979 inicia estudios en la Escuela Cristóbal Rojas. Se inscribe en la Escuela de Artes de la UCV (1981-1983) y paralelamente estudia artes gráficas en el Cegra, los cuales concluye en 1983.
Desde 1984 se interesa en el cine, participa en el Taller de Guion Literario Cinematográfico, dictado por el cineasta Mauricio Wallerstein en el Celarg,y estudia en la Escuela de Cine y Fotografía del Conac donde cursa los talleres de Realización Cinematográfica y de Cine Súper Ocho, este último dictado por el cineasta Carlos Castillo (1986). Produce y dirige el cortometraje En cuerpo y alma (blanco y negro, 16 mm, 1985 ). En 1989 realiza ocho micros documentales en video para la televisión francesa RFO de Martinica, en calidad de invitada en representación de Venezuela para el evento anual La Course Caraïbe, filmados en Haití, Grenada, Jamaica, Bahamas, Honduras, Costa Rica, México y Florida (Estados Unidos) 
En 1991 inicia su actividad expositiva con la muestra “Pulsión” (Galería West Indies, Fort-de-France, Martinica) en la que presenta una serie de dibujos eróticos en pequeño y mediano formato, intervenidos con materiales mixtos. En 1992 participa en el Taller de Investigación de Materiales para la Pintura y su Aplicación realizado en la GAN y expone “Calcinatio” en la Alianza Francesa de Caracas, donde exhibe una serie de dibujos y pinturas en las que experimenta con el uso de resinas sintéticas y mantiene su temática erótica.
En 1994 asiste al Taller de Dibujo y Pintura del artista Onofre Frías. Diseña y realiza la escenografía para diferentes compañías de teatro, entre ellas Acción Colectiva. En 1995 trabaja como asistente del artista plástico y director del Centro de Arte y Ecología (RADAR), Claudio Perna, y participa en II Salón Pirelli con la polémica obra Blender’s Woman, a partir de la cual comienza su paso de lo bidimensional a lo tridimensional y su indagación en la obra objeto. Según la crítico y curadora María Luz Cárdenas, con esta pieza “la artista accede a la violencia desde el aparentemente sutil punto de vista de la publicidad y sus efectos en la configuración de estereotipos y patrones en la relación sexual. La obra revela una atroz sacudida de agresiones verbales que actúa como doble mensaje contra la represión y mojigatería social y la violencia ejercida en el acto sexual”
En 1997 expone la muestra “Magma” en la Universidad del Valle (Cali, Colombia), y al año siguiente exhibe en la Sala RG “El casamiento, la novia, los invitados y las testigos oculares” en la que desarrolla “una obra a partir de la investigación y el análisis de los pensamientos de Marcel Duchamp, acerca del hecho erótico como motor de la creación y el estudio de los arquetipos femenino y masculino”
Se encarga de la dirección, producción y cámara del registro en video de 26 performances para el MBA, en el marco del festival de performances llamado Acciones. Un diálogo con Cas/anto (1998). Trabaja en fotografía y realiza el Taller Avanzado de Iluminación para Fotografía, dictado por José Luis Pacheco (MBA, 2001), y el Taller de Iluminación en la Escuela de Fotografía de Roberto Mata (2002). Ha participado en diferentes muestras colectivas, entre ellas, el XIV Salón de Pintura de Carúpano (Ateneo de Carúpano, 1994), la VII Bienal de Dibujo de Caracas (MAO, 1994), “Presencia de la mujer venezolana a través de la expresión artística” (Galería Wang Fung, Pekín, 1995), XXII Salón Aragua (MACMMA, 1996), “Desde el cuerpo, alegorías de lo femenino” (MBA, 1998), “De colección. Relatos de usos y abusos” (Sala RG, 2002) y “Arte venezolano del siglo XX. La megaexposición, 1900-2000” (MACCSI, 2003), en la que hace un replanteamiento de su obra Blender’s Woman.

## Exposiciones individuales
2023	"En márgenes Argelia Bravo", Galería DC, Bogotá, Colombia, 2023
2012	"Aula 7, Escuela de cuadros y pepas", Museo de Arte Contemporáneo de Caracas, 2012
2009	"Arte social por las trochas hecho a palo pata’ y kunfú", Sala RG1, CELARG, Caracas, 2009- 2010
2008	"My identity card o Toronto con chispitas de maní", El Anexo Galería, Caracas, 2008
1998	"El Casamiento, la novia, los invitados y las testigos oculares", (instalación), Sala RG, CELARG. 1998
1998	"Deliciosos Caramelitos", Galería Belarca, Bogotá, Colombia.1998
1997	"Magma". Instalación. Universidad del Valle, Cali, Colombia. 1997
1992	"Calcinatio" (pintura y dibujo), Galería de la Alianza Francesa, Caracas,1992
1991	"Pulsión", Pintura, Galería West Indies, Fort-de-France, Martinica, 1991

## Exposiciones colectivas
2023	UNA=TODAS Artistas contemporáneas venezolanas, CAF-Banco Desarrollo de América Latina, Galería de Arte Nacional
2018	RARX: Disidencias sexuales e identidades diversas, Museo Alejandro Otero, Caracas
2018	Caracas Reset, La Colonie, Paris, Francia 
2016	Un solo cuerpo: Arte contemporáneo en los países del MERCOSUR, Caixa Cultural de Río de Janeiro, Brasil 
2015	LVI Bienal Internacional de Venecia, Italia, All the Futur’s World.
2015	Contemporary Feminist Minimalist Artworks and Music. King’s Place, London, England.
2015	Discursos de la controversia. Arte contemporáneo a debate, Museo de Bellas Artes de Caracas.
2013	Un solo cuerpo: Arte contemporáneo en los países del MERCOSUR, Museo Alejandro Otero, Caracas.
2012	Salón de premiaciones. Galería de Arte Nacional, Caracas.
2012	El quinquenio. Centro cultural Chacao, Caracas
2011	Utilitaria. Diseño cotidiano contemporáneo. Espacio MAD, Los Galpones, Caracas.
2011	VII Encuentro internacional de arte corporal: Ahora todos somos terroristas (Performance).
2011	Editorial, El anexo, Sala de arte y ensayo.
2010	Venezuela acciones locales, Centro Cultural Chacao, Caracas.
2009	XX Bienal Internacional de La Habana, Cuba.
2008	Jóvenes con Fia, artista invitada, Sala Corp Banca Caracas.
2004	Rosado Bravo (performance), Arte/Acción/Activismos, Museo de Bellas Artes, Caracas
2004	II Jornadas de Diversidad Sexual. Universidad Central de Venezuela (performance), 
2004	Álbum de Boda. Sala Rómulo Gallegos CELARG, Caracas.
2003	Mega-Exposición, Arte de los Noventa. Museo de Arte Contemporáneo de Caracas MACCSI.

## Performances / acciones / experiencias de investigación-creación-acción-
2023
2015	Arrullada pública, Pabellón venezolano, Giardini Venecia, 56 Bienal internacional de arte de Venecia, Italia.
2013	A continuación, el himno nacional, Museo Alejandro Otero, Caracas.
2012	Experiencias de investigación-creación-acción-participación realizadas en el marco del Pensum de Estudios transindisciplinarios de la Escuela de cuadros y pepas 
```
      del Comando María Moñitos, Museo de Arte Contemporáneo, Caracas:
```

•	Pregonero del arte contemporáneo (performance)
•	Contra todo tipo de chef
•	De la representación a la acción: Escultura problematizadora problematizando esto sí es-cultura política
•	Arrullada pública
•	Con qué se come el arte o reticulofagia en acción1
2011	Expedición por las trochas, (experiencia de investigación-creación-acción) Caracas.   
2011	Ahora todos somos terroristas (Performance)
2009	Rosado Bravo, II Jornadas de Diversidad Sexual. Universidad Central de Venezuela (performance).
2009	Rosado Bravo, arrecho y enfurecido, XX Bienal Internacional de La Habana, Cuba.
2009	Yo no soy Diana (acción de calle), Av. Libertador, Caracas.
2008	Rosado Bravo, arrecho y enfurecido (acción de calle), en el marco de la Primera manifestación contra la patologización de la identidad, Barcelona, España.
2008	Zurdera, El Anexo Galería, Caracas.
2008	Arte evidencia, NO TOCAR, Jóvenes con Fia, artista invitada, Sala Corp Banca Caracas.
2004	Rosado Bravo (performance) Arte/Acción/Activismos, Museo de Bellas Artes, Caracas. 
2003	¡Volvió la chica Blenders!, La Mega-Exposición, Arte de los Noventa. Museo de Arte Contemporáneo de Caracas.

## Colecciones
- CAF
- Banco Mercantil, Caracas
- Fundación Noa Noa, Caracas
- MACCSI